# Red Bull-BORA-hansgrohe/2024
Deze pagina geeft een overzicht van de UCI World Tour wielerploeg Red Bull-BORA-hansgrohe in 2024.

## Algemeen
Algemeen manager: Ralph Denk
Teammanager: Rolf Aldag
Ploegleiders: Shane Archbold, Paolo Artuso, Bernhard Eisel, Enrico Gasparotto, Heinrich Haussler, Christian Pömer, Christian Schrot, Sylwester Szmyd, Francisco Vila, John Wakefield, Hendrik Werner
Fietsmerk: Specialized
Kleding: Sportful

## Renners
| Naam                   | Geboortedatum | Nationaliteit | Ploeg 2023             |
| ---------------------- | ------------- | ------------- | ---------------------- |
| Roger Adrià            | 18-04-1998    | Spanje        | Equipo Kern Pharma     |
| Giovanni Aleotti       | 25-05-1999    | Italië        |                        |
| Cesare Benedetti *     | 03-08-1987    | Polen         |                        |
| Emanuel Buchmann       | 18-11-1992    | Duitsland     |                        |
| Nico Denz              | 15-02-1994    | Duitsland     |                        |
| Patrick Gamper         | 18-02-1997    | Oostenrijk    |                        |
| Alexander Hajek        | 19-07-2003    | Oostenrijk    | Tirol KTM Cycling Team |
| Marco Haller           | 01-04-1991    | Oostenrijk    |                        |
| Emil Herzog            | 0610-2004     | Duitsland     | Hagens Berman Axeon    |
| Sergio Higuita         | 01-08-1997    | Colombia      |                        |
| Jai Hindley            | 05-05-1996    | Australië     |                        |
| Bob Jungels            | 22-09-1992    | Luxemburg     |                        |
| Lennard Kämna          | 09-09-1996    | Duitsland     |                        |
| Jonas Koch             | 25-06-1993    | Duitsland     |                        |
| Florian Lipowitz       | 21-09-2000    | Duitsland     |                        |
| Luis-Joe Lührs         | 20-01-2003    | Duitsland     |                        |
| Filip Maciejuk         | 03-09-1999    | Polen         | Bahrain-Victorious     |
| Daniel Felipe Martínez | 25-04-1996    | Colombia      | INEOS Grenadiers       |
| Jordi Meeus            | 01-07-1998    | België        |                        |
| Ryan Mullen            | 07-08-1994    | Ierland       |                        |
| Anton Palzer           | 11-03-1993    | Duitsland     |                        |
| Primož Roglič          | 29-10-1989    | Slovenië      | Jumbo-Visma            |
| Maximilian Schachmann  | 09-01-1994    | Duitsland     |                        |
| Matteo Sobrero         | 14-05-1997    | Italië        | Team Jayco AlUla       |
| Danny van Poppel       | 26-07-1993    | Nederland     |                        |
| Aleksandr Vlasov       | 23-04-1996    | Rusland       |                        |
| Frederik Wandahl       | 09-05-2001    | Denemarken    |                        |
| Sam Welsford           | 19-01-1996    | Australië     | Team DSM-Firmenich     |
| Ben Zwiehoff           | 22-02-1994    | Duitsland     |                        |

* tot 18/8

### Vertrokken
| Naam              | Geboortedatum | Nationaliteit       | Ploeg 2024                 |
| ----------------- | ------------- | ------------------- | -------------------------- |
| Shane Archbold    | 02-02-1989    | Nieuw-Zeeland       | Gestopt                    |
| Sam Bennett       | 16-10-1990    | Ierland             | Decathlon AG2R La Mondiale |
| Matteo Fabbro     | 10-04-1995    | Italië              | Polti-Kometa               |
| Patrick Konrad    | 13-10-1991    | Oostenrijk          | Lidl-Trek                  |
| Victor Koretzky   | 26-08-1994    | Frankrijk           | Gestopt                    |
| Nils Politt       | 06-03-1994    | Duitsland           | UAE Team Emirates          |
| Ide Schelling     | 06-02-1998    | Nederland           | Astana Qazaqstan Team      |
| Cian Uijtdebroeks | 28-02-2003    | België              | Visma - Lease a Bike       |
| Matthew Walls     | 20-04-1998    | Verenigd Koninkrijk | Groupama-FDJ               |

## Overwinningen
| Nationale kampioenschappen wielrennen Colombia - tijdrit: Daniel Martínez Oostenrijk - wegrit: Alexander Hajek Polen - tijdrit: Filip Maciejuk Tour Down Under 1e etappe: Sam Welsford 3e etappe: Sam Welsford 4e etappe: Sam Welsford Puntenklassement: Sam Welsford AlUla Tour Ploegenklassement: *1) Ronde van de Algarve 2e etappe: Daniel Martínez 5e etappe: Daniel Martínez Bergklassement: Daniel Martínez Parijs-Nice 7e etappe: Aleksandr Vlasov | Ronde van het Baskenland 1e etappe (ITT): Primož Roglič Ronde van Hongarije 1e etappe: Sam Welsford Ronde van Noorwegen 3e etappe: Jordi Meeus Critérium du Dauphiné 6e etappe: Primož Roglič 7e etappe: Primož Roglič Eindklassement: Primož Roglič Puntenklassement: Primož Roglič Ploegenklassement: *2) Ronde van Slovenië 3e etappe: Giovanni Aleotti Eindklassement: Giovanni Aleotti Puntenklassement: Giovanni Aleotti | Ronde van Sibiu Eindklassement: Florian Lipowitz Bergklassement: Florian Lipowitz Ronde van Wallonië 1e etappe: Jordi Meeus Jongerenklassement: Frederik Wandahl Ronde van Spanje 4e etappe: Primož Roglič 8e etappe: Primož Roglič 19e etappe: Primož Roglič Eindklassement: Primož Roglič Grote Prijs van Wallonië Roger Adrià |

*1) Ploegenklassement AlUla Tour: Benedetti, Denz, Koch, Schachmann, Sobrero
*2) Ploegenklassement Critérium du Dauphiné: Denz, Haller, Hindley, Roglič, Sobrero, Vlasov
2010 · 2011 · 2012 · 2013 · 2014 · 2015 · 2016 · 2017 · 2018 · 2019 · 2020 · 2021 · 2022 · 2023 · 2024 · 2025
Alpecin-Deceuninck · Arkéa-B&B Hotels · Astana Qazaqstan · Bahrain Victorious · BORA-hansgrohe · Cofidis · Decathlon AG2R La Mondiale · EF Education-EasyPost · Groupama-FDJ · INEOS Grenadiers · Intermarché-Wanty · Lidl-Trek · Movistar Team · Soudal Quick-Step · dsm-firmenich PostNL · Jayco AlUla · UAE Team Emirates · Visma-Lease a Bike